# Mongala

Mongalas läge i Kongo-Kinshasa

Mongala är en provins i Kongo-Kinshasa, som bildades ur den tidigare provinsen Équateur enligt planer i konstitutionen 2006, genomförda 2015. Huvudstad är Lisala och officiellt språk lingala. Provinsen har omkring 1,8 miljoner invånare.
Kongofloden flyter genom provinsen.